# 雜色鏢鱸
雜色鏢鱸為輻鰭魚綱鱸形目鱸亞目河鱸科的其中一種，分布於美國俄亥俄河流域，體長可達11公分，棲息在水流快速、礫石底質的溪流。